# Воната (Индијана)
Воната (Индијана) (енгл. Wanatah) град је у америчкој савезној држави Индијана.

## Демографија
По попису из 2010. године број становника је 1.048, што је 35 (3,5%) становника више него 2000. године.
| Група             | 2000.       | 2010.       |
| Белци             | 975 (96,2%) | 990 (94,5%) |
| Афроамериканци    | 1 (0,1%)    | 1 (0,1%)    |
| Азијати           | 2 (0,2%)    | 2 (0,2%)    |
| Хиспаноамериканци | 21 (2,1%)   | 31 (3,0%)   |
| Укупно            | 1.013       | 1.048       |